# حملة ماناساس
حملة ماناساس كانت عدة معارك من ضمن الحرب الأهلية الأمريكية، وقعت المعارك في منطقة ماناساس في ولاية فيرجينيا.